# Estação Västertorp
A Estação Västertorp é uma das estações do Metropolitano de Estocolmo, situada no condado sueco de Estocolmo, entre a Estação Fruängen e a Estação Hägerstensåsen. Faz parte da Linha Vermelha.
Foi inaugurada em 5 de abril de 1964. Atende a localidade de Västertorp, situada na comuna de Estocolmo.
Encontra-se entre as ruas Störtloppsvägen e Västertorpsvägen. A distância para a estação de Slussen é de 7,4 km. A estação consiste de uma plataforma exterior, com uma entrada por sul (Västertorpsvägen 81) e outra por norte (Störtloppsvägen 9).

| Oeste ou norte     |  |              |  | Leste ou Sul                                            |
| ------------------ |  | ------------ |  | ------------------------------------------------------- |
| Fruängen término   |  | Line 14 (en) |  | Hägerstensåsen sentido Mörby centrum metro station (en) |
| editar no Wikidata |  |              |  |                                                         |